# Petr Sáha
Petr Sáha (* 15. února 1948 Janov) je český vědec, v letech 2001 až 2007 a opět 2010 až 2018 rektor Univerzity Tomáše Bati ve Zlíně, v letech 2006 až 2007 předseda České konference rektorů, od roku 2018 zastupitel města Zlína.

## Život
Po maturitě na kroměřížském gymnáziu v roce 1966 studoval na Fakultě technologické Vysokého učení technického v Brně, která se nacházela v tehdejším Gottwaldově a získal tak titul Ing. Na téže instituci absolvoval v roce 1993 habilitační řízení v oboru technologie plastů a pryže. V roce 2000 byl pak na Fakultě chemické VUT v Brně jmenován profesorem v oboru materiálové inženýrství.
V letech 1972 až 1977 pracoval jako referent technického rozvoje ve firmě Plastika Kroměříž. Následně začal působit na gottwaldovské Fakultě technologické VUT v Brně. Mezi roky 1980 a 1991 byl zároveň výzkumným pracovníkem na Chalmers University of Technology ve švédském Göteborgu.
V letech 1991 až 1997 zastával pozici děkana Fakulty technologické ve Zlíně VUT v Brně a v letech 1997 až 2000 pak prorektora pro rozvoj VUT v Brně. Osobně se angažoval ve věci vzniku Univerzity Tomáše Bati ve Zlíně a v roce 2001 se stal jejím prvním rektorem. Funkci rektora vykonával po dvě tříletá volební období do května 2007, v letech 2006 až 2007 předsedal také České konferenci rektorů.
V roce 2007 se o něm po rezignaci Dany Kuchtové spekulovalo jako o možném novém ministru školství, mládeže a tělovýchovy ČR. Nabídku však kvůli jiným pracovním závazkům odmítl.
Od roku 2007 působil na UTB ve Zlíně jako prorektor pro strategii a rozvoj. V říjnu 2010 byl Akademickým senátem UTB ve Zlíně zvolen kandidátem na rektora této univerzity. V prosinci 2010 jej do funkce jmenoval prezident Václav Klaus. V prosinci 2014 jej po zvolení akademickým senátem jmenoval rektorem na další období i prezident Miloš Zeman.
Ve své vědecké činnosti se věnuje materiálovému inženýrství, polymerním procesům, polymerům v medicíně a potravinářství a kompozitním systémům. Od roku 2001 je ředitelem Centra polymerních materiálů Fakulty technologické UTB ve Zlíně a v letech 2008 až 2009 byl ředitelem Ústavu aplikovaného výzkumu na Univerzitním institutu UTB ve Zlíně. V letech 2005 až 2009 vykonával funkci prezidenta mezinárodní instituce Polymer Processing Society se sídlem v New Yorku.
V komunálních volbách v roce 2018 byl jako nestraník za hnutí Z21 zvolen zastupitelem města Zlína. Ve volbách v roce 2022 obhájil mandát zastupitele města, opět jako nestraník za hnutí Z21.